# Tả Lủng, Mèo Vạc
Tả Lủng là một xã thuộc huyện Mèo Vạc, tỉnh Hà Giang, Việt Nam.

## Địa lý
Xã Tả Lủng có vị trí địa lý:
- Phía đông giáp thị trấn Mèo Vạc và xã Tát Ngà
- Phía tây giáp xã Sủng Máng và xã Sủng Trà
- Phía nam giáp xã Tát Ngà và xã Sủng Máng
- Phía bắc giáp xã Pả Vi.

Xã Tả Lủng có diện tích 27,96 km², dân số năm 2019 là 3.008 người, mật độ dân số đạt 108 người/km².
Xã Tả Lủng có tuyến Mèo Vạc của Quốc lộ 4C chạy qua phần phía bắc.

## Hành chính
Xã Tả Lủng được chia thành 17 thôn: Há Đế A, Há Đế B, Đo Súng, Há Súng, Xà Lủng, Sắn Ma Sao, Súng Lủng, Đề Đay, Chính Cùa Lủng, Tả Lủng A, Tả Lủng B, Há Chí Đùa, Thào Chứ Lủng, Há Súa, Phố Mì, Lùng Vái, Há Chế.

## Lịch sử
Ngày 20 tháng 8 năm 1999, Chính phủ ban hành Nghị định 74/1999/NĐ-CP về việc thành lập xã Tả Lủng trên cơ sở 1.955 ha diện tích tự nhiên và 2.013 nhân khẩu trên cơ sở phần còn lại xã Mèo Vạc và một phần của hai thôn Lùng Vái, Phố Mỳ thuộc xã Sủng Trà.